# Dominik Bieler
Pour les articles homonymes, voir Bieler.
Dominik Bieler, né le 24 septembre 2001, est un coureur cycliste suisse. Il participe à des compétitions sur piste et sur route.

## Biographie
Dominik Bieler est le fils de l'ancien coureur Patrick Bieler. Il commence à faire du VTT jusqu'à ce qu'il se tourne davantage vers le cyclisme sur route, où il apprécie l'aspect tactique qui joue un plus grand rôle. Son entraîneur est l'ancien professionnel Ralph Gartmann.
En 2018, il est chez les juniors (moins de 19 ans), vice-champion de Suisse de l'omnium sur piste, et l'année suivante, il est vice-champion de Suisse sur route juniors. 
En novembre 2020, il participe à ses premiers championnats d'Europe sur piste à Plovdiv, en Bulgarie, où il obtient la médaille de bronze sur la poursuite par équipes avec Simon Vitzthum, Lukas Rüegg et Claudio Imhof.

## Palmarès sur piste

### Championnats d'Europe
| Édition / Épreuve | Kilomètre | Poursuite par équipes | Scratch | Elimination |
| Plovdiv 2020      | 12e       | Bronze                |         |             |
| Munich 2022       |           |                       | 12e     |             |
| Granges 2023      |           |                       |         | 18e         |

### Championnats de Suisse
- 2018
  - 2e de l'omnium juniors
- 2023
  -  Champion de Suisse de poursuite par équipes
  - 3e du scratch

## Palmarès sur route
- 2016
  - 3e de Coire-Arosa débutants
- 2017
  - Prix des Vins Henri Valloton débutants
  - 2e du championnat de Suisse sur route débutants
- 2018
  - Coire-Arosa juniors
- 2019
  - 2e du championnat de Suisse sur route juniors